# Бомбусна сирфида
Бомбусната сирфида (Volucella bombylans) е вид пчелоподобна муха от семейство Сирфидни мухи (Syrphidae). На външен вид наподобява земна пчела. Среща се предимно в Европа, включително и България.

## Разпространение
Volucella bombylans е с холарктическо разпространение – среща се из цяла Европа, както и в голяма част от Северна Америка и Азия.

## Местообитание
Мухата обитава отворени пространства в разнообразни широколистни гори, влажни борови гори и около мочурливи места, а в Южна Европа – в гори на Каменен дъб. Среща се и в много антропогенни хабитати – храсталачни крайпътни и фермерски ограждения и пустеещи градски площи.

## Външен вид

### Имаго
Имагото е сравнително голяма муха с дължина 12-15 mm. На вид наподобява земна пчела – има окосмяване от гъсти и дълги космици и подобна окраска. Лицето е жълто и с дълги жълти космици. Аристата на антенките е переста. Скутелумът е без четинки на задния си ръб.

#### Полов диморфизъм
Както останалите представители на род Volucella и подобно на много други мухи – очите на мъжките са по-големи и се допират на върха на главата, докато при женските не се допират.

#### Вътревидов полиморфизъм
Видът има три различни, генетически определени, разновидности на окраската. Трите форми се обозначават като Volucella bombylans var. bombylans, Volucella bombylans var. plumata и Volucella bombylans var. haemorrhoidalis и се различават единствено в оцветяването на гърдите и коремчето. Формите вероятно се определят от два гена по прост (Менделов) начин. Формата haemorrhoidalis е рецесивна и се среща най-рядко.
|   | V. bombylans var. bombylans | V. bombylans var. plumata | V. bombylans var. haemorrhoidalis |
| - | --------------------------- | ------------------------- | --------------------------------- |
| ♂ |                             |                           |                                   |
| ♀ |                             |                           |                                   |

## Начин на живот
Имагото лети от май до август, понякога и септември. Както повечето сирфидни мухи, и този вид се храни с цветен прашец и нектар от различни растения, като често е намиран върху цветовете на сложноцветни и сенникоцветни растения.
Яйцата си имагото снася в гнезда на земни пчели, а понякога и в гнезда на оси от род Vespula. Дори и да бъде нападната и убита от пчелите, женската продължава да снася рефлексно яйцата си и те имат шанс да се развият. Ларвите се хранят с детрит останал от дейността на пчелите в гнездото, но понякога нападат и ларвите на гостоприемника.